# 李广毅
李广毅（1937年10月—），男，汉族，陕西蓝田人，生于陕西西安，中华人民共和国农学家、政治人物。西北农学院林学系59届毕业生。西北农林科技大学教授，硕士生导师。曾任西北林学院院长，第八、九届全国政协委员。